# Qualificazioni al campionato mondiale maschile di pallavolo 2010 (AVC)
Le qualificazioni per il campionato mondiale di pallavolo maschile 2010 dell'Asia e Oceania, hanno messo in palio 4 posti per il campionato mondiale di pallavolo maschile 2010. Delle 65 squadre asiatiche e oceaniche appartenenti alla AVC e aventi diritto di partecipare alle qualificazioni, ne parteciparono 21.

## Squadre partecipanti
| - Australia - Bangladesh - Cina - Corea del Sud - Emirati Arabi Uniti - Figi - Giappone | - India - Indonesia - Iran - Kazakistan - Macao - Maldive - Nuova Zelanda | - Oman - Pakistan - Qatar - Samoa - Taipei cinese - Thailandia - Tonga |

## Prima fase

### Squadre partecipanti
| - Bangladesh - Emirati Arabi Uniti - Figi - Macao - Maldive - Nuova Zelanda | - Oman - Pakistan - Qatar - Samoa - Tonga |

### Gironi
| Girone A                       | Girone B                          | Girone C                       |
| ------------------------------ | --------------------------------- | ------------------------------ |
| Figi Nuova Zelanda Samoa Tonga | Bangladesh Macao Maldive Pakistan | Emirati Arabi Uniti Oman Qatar |

### Qualificate alla seconda fase
- Bangladesh
- Emirati Arabi Uniti
- Oman
- Pakistan
- Qatar
- Tonga

## Seconda fase

### Squadre partecipanti
| - Bangladesh - Emirati Arabi Uniti - Kazakistan - India - Indonesia - Iran | - Oman - Pakistan - Qatar - Thailandia - Taipei cinese - Tonga |

### Gironi
| Girone D                 | Girone E                              | Girone F                                           |
| ------------------------ | ------------------------------------- | -------------------------------------------------- |
| India Iran Oman Pakistan | Bangladesh Indonesia Qatar Thailandia | Emirati Arabi Uniti Kazakistan Taipei cinese Tonga |

### Qualificate alla terza fase
- India
- Iran
- Kazakistan
- Thailandia

## Terza fase

### Squadre partecipanti
- Australia
- Cina
- Corea del Sud
- Giappone
- India
- Iran
- Kazakistan
- Thailandia

### Gironi
| Girone G                        | Girone H                               |
| ------------------------------- | -------------------------------------- |
| Australia Cina India Thailandia | Corea del Sud Giappone Iran Kazakistan |

### Qualificate ai mondiali
- Australia
- Cina
- Giappone
- Iran